# Accoppiatore acustico

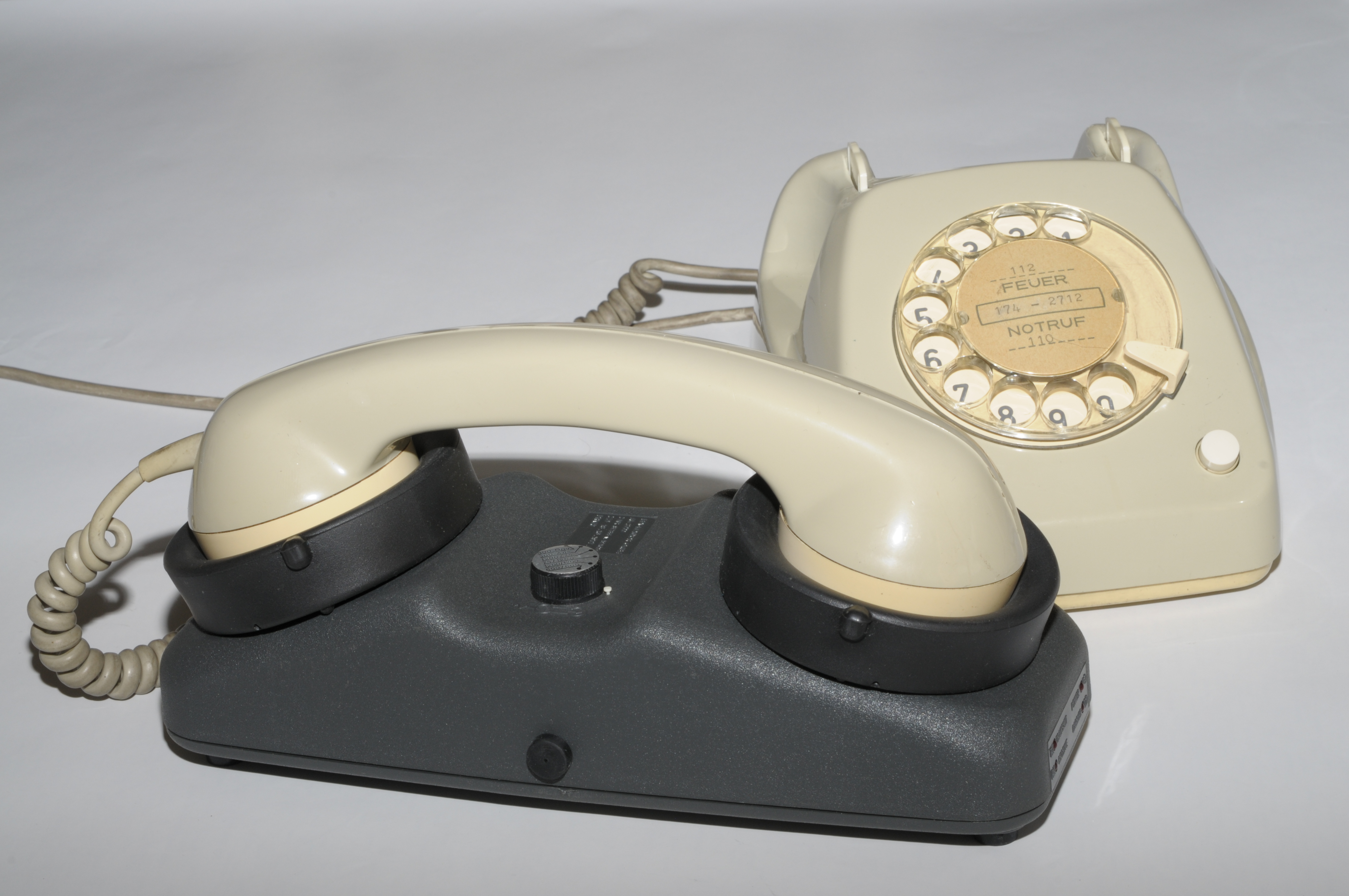
Un accoppiatore acustico AK 2000 con la cornetta appoggiata

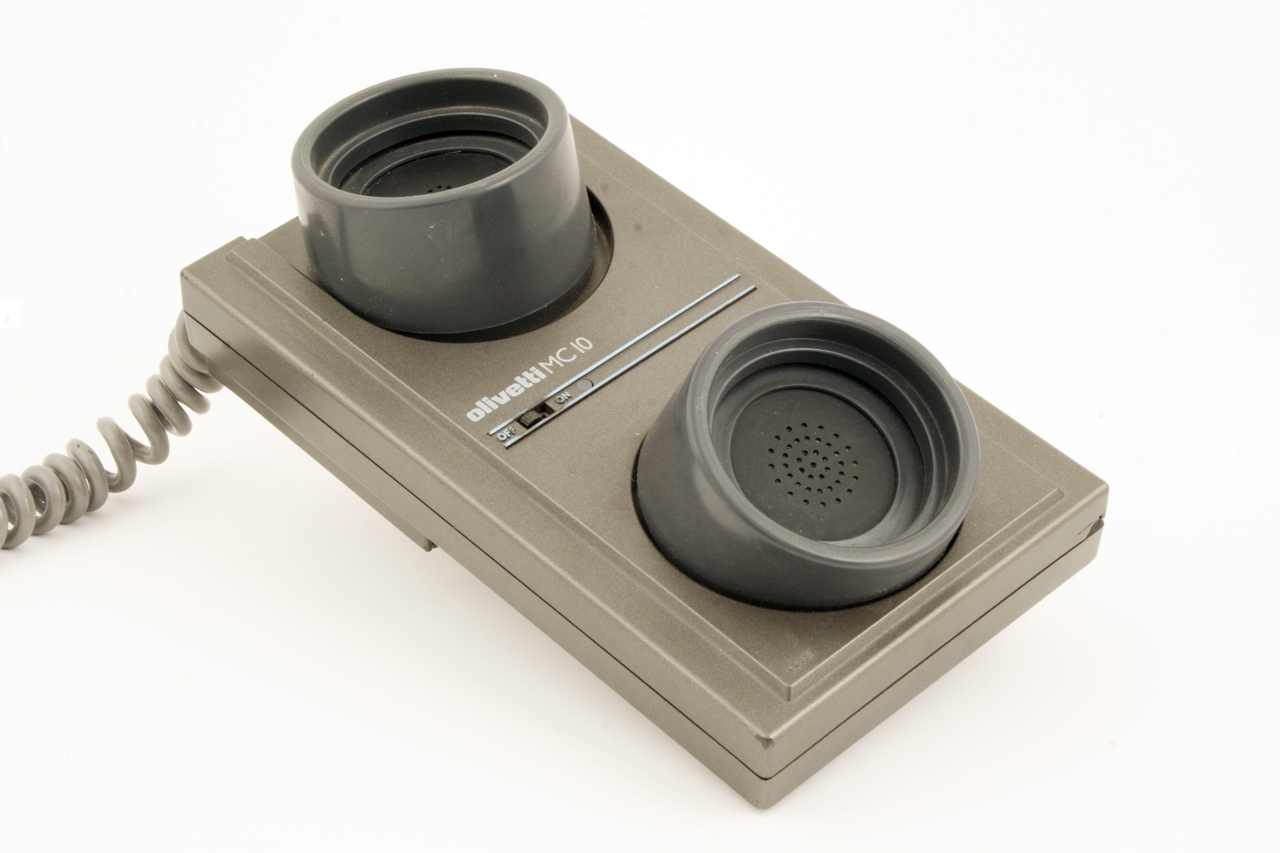
Un accoppiatore acustico Olivetti MC-10

In telecomunicazioni, un accoppiatore acustico è un dispositivo di interfaccia per accoppiare segnali elettrici con mezzi acustici, tipicamente dentro e fuori un apparecchio telefonico.

## Descrizione
Il collegamento è ottenuto attraverso la conversione dei segnali elettrici in suono e riconvertendo il suono dalla linea telefonica nei segnali elettrici necessari per il terminale finale, più come una telescrivente, piuttosto che attraverso un collegamento elettrico diretto. Nella sostanza il modem aveva un altoparlante e un microfono nelle posizioni inverse di una cornetta standard comune. Per una migliore comunicazione gli spazi per la cornetta erano rivestiti di materiale acusticamente isolante. Il dispositivo era poi collegato ad un computer tramite una porta seriale RS-232.

## Storia
All'epoca della telefonia in regime di Monopolio di Stato solo gli apparecchi telefonici autorizzati dalla SIP erano collegabili alla rete telefonica, inizialmente con i cavi provenienti direttamente dal muro. Analoghe situazione erano presenti nel resto del mondo. Era quindi difficile se non impossibile collegare elettricamente un modem direttamente alla linea telefonica per comunicare con altri computer.
L'accoppiatore acustico fu inventato per superare legalmente questa limitazione. Uno dei primi accoppiatori acustici fu realizzato nel 1963 da Robert Weitbrecht per superare le restrizioni sulle linee telefoniche gestite dalla Bell Telephone Company, sebbene ci fossero stati precedenti per il fax.
Molti altri si misero a lavorare per adattarlo allo standard ASCII a 8 bit, e il sistema garantiva una velocità massima di 300 baud, tipicamente ridotta a 150, anche se buona parte dei terminali dell'epoca oscillavano tra 110 e 134,5 baud.
Nel 1973 Vadic creò accoppiatori acustici che andavano a 1200 baud, seguito nel 1977 da AT&T, e questa velocità rese le BBS appetitose per gli utenti comuni.
Nacquero diversi computer con accoppatore acustico integrato, come il Radio Shack TRS-80 Model PT-210, la linea Silent 700, o venduti come accessori separati come con l'Olivetti M10.